# Fasélide

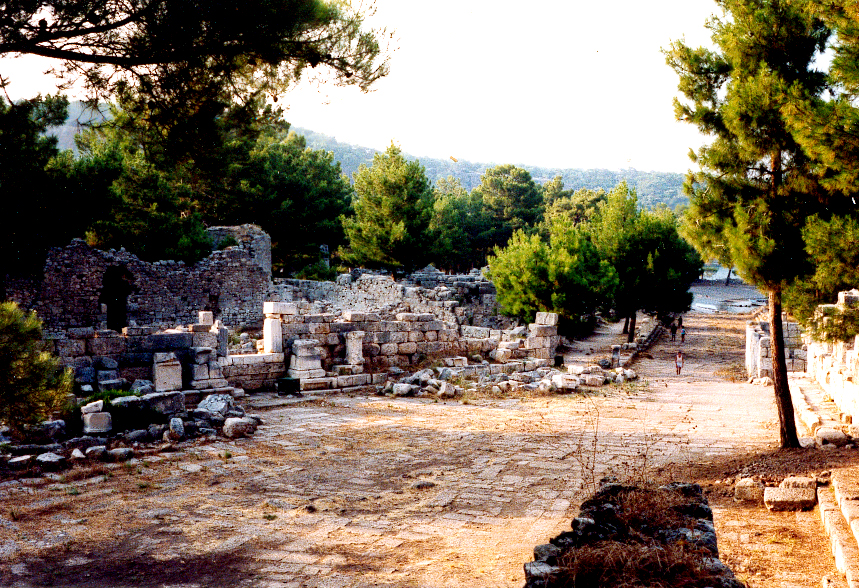
La vía principal con restos del ágora y de una iglesia bizantina.

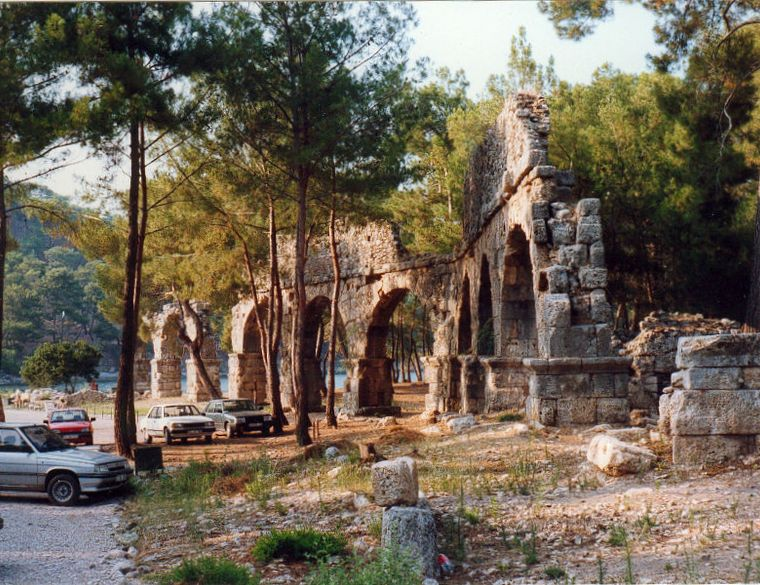
El acueducto.

Fasélide (griego, Φασηλίς, Φασηλίς) es una antigua ciudad licia en la provincia de Antalya en Turquía. Se encuentra entre los montes Bey y los bosques del parque nacional de Olimpos, 16 km al oeste de la ciudad turística de Kemer y en el p.k. 57,000 de la autopista Anatolia-Kumluca.

## Historia
La ciudad fue establecida por los rodios hacia el año 688 a. C. Debido a su ubicación en un istmo que separaba dos ensenadas, se convirtió en la ciudad más importante de Licia occidental y un importante centro comercial entre Grecia, Asia, Egipto y Fenicia, aunque no perteneció a la Liga Licia. La ciudad fue tomada por los persas después de que conquistaron Asia Menor y más adelante tomada por Alejandro Magno.

Aspecto de Licia y situación aproximada de algunas de sus principales ciudades, junto con las regiones vecinas.

Tras la muerte de Alejandro, la ciudad permaneció en manos egipcias desde el año 209 a. C. hasta el 197 a. C., bajo la dinastía de los Ptolomeos y con la conclusión del tratado de Apamea fue entregada al reino de Rodas, junto con las otras ciudades de Licia. Desde el año 190 a. C. hasta el 160 a. C. permaneció bajo hegemonía rodia, pero después del año 160 a. C. fue absorbida por la confederación licia bajo el dominio romano. Fasélide, como Olimpo, estaba bajo una amenaza constante de los piratas en el siglo I a. C., y la ciudad fue incluso tomada por el pirata Zekenites durante un período hasta su derrota por los ejército de la Antigua Roma. En el año 42 a. C. Bruto hizo que la ciudad se uniera a Roma. Durante el período bizantino, la ciudad se convirtió en un obispado, aunque en el siglo III, su conveniente bahía había caído bajo la amenaza de los piratas de nuevo. De manera que empezó a perder su importancia, sufriendo ulteriores pérdidas a manos de los barcos árabes, que empobrecieron totalmente la zona en el siglo XI. Había un templo de Atenea en Fasélide, donde se exponía la lanza de Aquiles. Fue el lugar de nacimiento del retor y poeta Teodectes. También era famosa por sus rosas, de las que se extraían esencias. Cuando los selyúcidas comenzaron a concentrarse en Alania y en Anatolia como puertos, Fasélide dejó de ser un puerto de importancia.

## Fasélide en la actualidad
Fasélide tiene tres bahías: la "bahía septentrional", la "bahía de la batalla" y la "bahía protegida (del sol)", de la que la última es hoy la más importante. Una antigua calle, de 24 metros de ancho, recorre la mitad de la ciudad. La puerta de la vía fluvial de Adriano está en la parte meridional de la calle. Hay ruinas de tiendas y almacenes en los lados de la calle y cerca de estas ruinas de lugares públicos como los baños romanos, ágoras y teatros. Estas estructuras se remontan al siglo II a. C. Hay canales de agua entre el centro de la ciudad y la meseta de 70 metros. Hay también numerosos sarcófagos.